# Cadillac Model 30
Cadillac Model 30 – samochód osobowy produkowany przez amerykańskie przedsiębiorstwo motoryzacyjne Cadillac w roku 1910.

## Dane techniczne Cadillac Model 30

### Silnik
- R4 4185 cm³[1]
- Układ zasilania: b.d.
- Średnica cylindra × skok tłoka: b.d.
- Stopień sprężania: b.d.
- Moc maksymalna: 33 KM (24,3 kW)[1]
- Maksymalny moment obrotowy: b.d.

### Osiągi
- Przyspieszenie 0–80 km/h: b.d.
- Przyspieszenie 0–100 km/h: nie dotyczy
- Prędkość maksymalna: 97 km/h[1]